# Mount Robert Scott
Mount Robert Scott ist ein kleiner, flacher und schneebedeckter Berg mit einer Höhe von 1000 m in der antarktischen Ross Dependency. Er ragt unmittelbar südlich dem Ebony Ridge in der Commonwealth Range des Transantarktischen Gebirges auf. 
Teilnehmer der Nimrod-Expedition (1907–1909) unter der Leitung des britischen Polarforschers Ernest Shackleton entdeckten ihn. Benannt ist der Berg nach Robert Falcon Scott (1868–1912), Shackletons Landsmann und Konkurrenten im Wettstreit um das erstmalige Erreichen des geographischen Südpols.